# چن تی
 چن تی (انگلیسی: Chen Ti؛ زادهٔ ۳ اکتبر ۱۹۸۳) یک تنیس‌باز اهل تایوان است.